# Operação Rough Rider
Operação Rough Rider iniciou-se em março de 2025 quando os Estados Unidos lançaram uma grande campanha de ataques aéreos e navais contra alvos houthis no Iêmen. Foi a maior operação militar estadunidense no Oriente Médio durante o segundo mandato do presidente Donald Trump até então. Os ataques começaram em 15 de março, visando sistemas de radar, defesas aéreas e bases de lançamento de balísticos e drones usadas pelos houthis para atacar navios comerciais e embarcações navais no Mar Vermelho e no Golfo de Áden. Em 30 de abril de 2025, o Reino Unido juntou-se aos Estados Unidos na condução de ataques contra alvos houthis.
O grupo houthi começou a atacar navios internacionais em outubro de 2023, após Israel invadir a Faixa de Gaza em resposta aos ataques do Hamas em 7 de outubro. Alegando solidariedade aos palestinos e com o objetivo de pressionar Israel a concordar com um cessar-fogo e suspender o bloqueio de Gaza, os Houthis lançaram mísseis e drones contra embarcações que viajavam perto do Iêmen e também dispararam mísseis balísticos contra cidades israelenses, matando pelo menos um civil em Tel Aviv. Em resposta, os Estados Unidos, o Reino Unido e uma coligação multinacional iniciaram a Operação Guardião da Prosperidade, combinando escoltas navais com ataques aéreos episódicos à infraestrutura militar e civil dos houthis.
Em meados de março de 2025, os Houthis haviam atacado mais de 190 navios, afundando dois, apreendendo outro e matando pelo menos quatro marinheiros. Em 18 de março, Trump avisou o Irã – apoiantes de longa data dos Houthis – que novos ataques seriam considerados atos de agressão, apesar de não haver envolvimento direto.
Em 6 de maio, o presidente Donald Trump declarou o fim dos ataques, "com efeito imediato", como resultado de um cessar-fogo entre Estados Unidos e Houthis, mediado por Omã. Os Houthis afirmaram que o cessar-fogo não incluía de "nenhum modo, maneira ou forma" Israel, que tinha acabado de começar a bombardear o Iémen.

## Análise
O think tank especializado Atlantic Council expressou dúvidas sobre a viabilidade dos objetivos de guerra dos Estados Unidos afirmando ser difícil rastrear o líder houthi Abdul-Malik al-Houthi devido à "inteligência limitada sobre o terreno no Iêmen", acrescentando que esta é a mesma razão por trás da "dificuldade em avaliar o sucesso de suas operações" durante as operações estadunidenses no Mar Vermelho em 2024.
O The New York Times concluiu que os Estados Unidos falharam em estabelecer superioridade aérea enquanto consumiam suas reservas de munição.
O The Hill opinou que os houthis se tornaram mais fortes. Após a declaração do cessar-fogo, os houthis prosseguiram lançando mísseis balísticos para Israel.
A campanha de bombardeios teve dificuldade em destruir o arsenal subterrâneo de mísseis, drones e lançadores dos houthis. O custo da campanha de bombardeios foi estimado em bilhões.